# Walfisch (Insel)

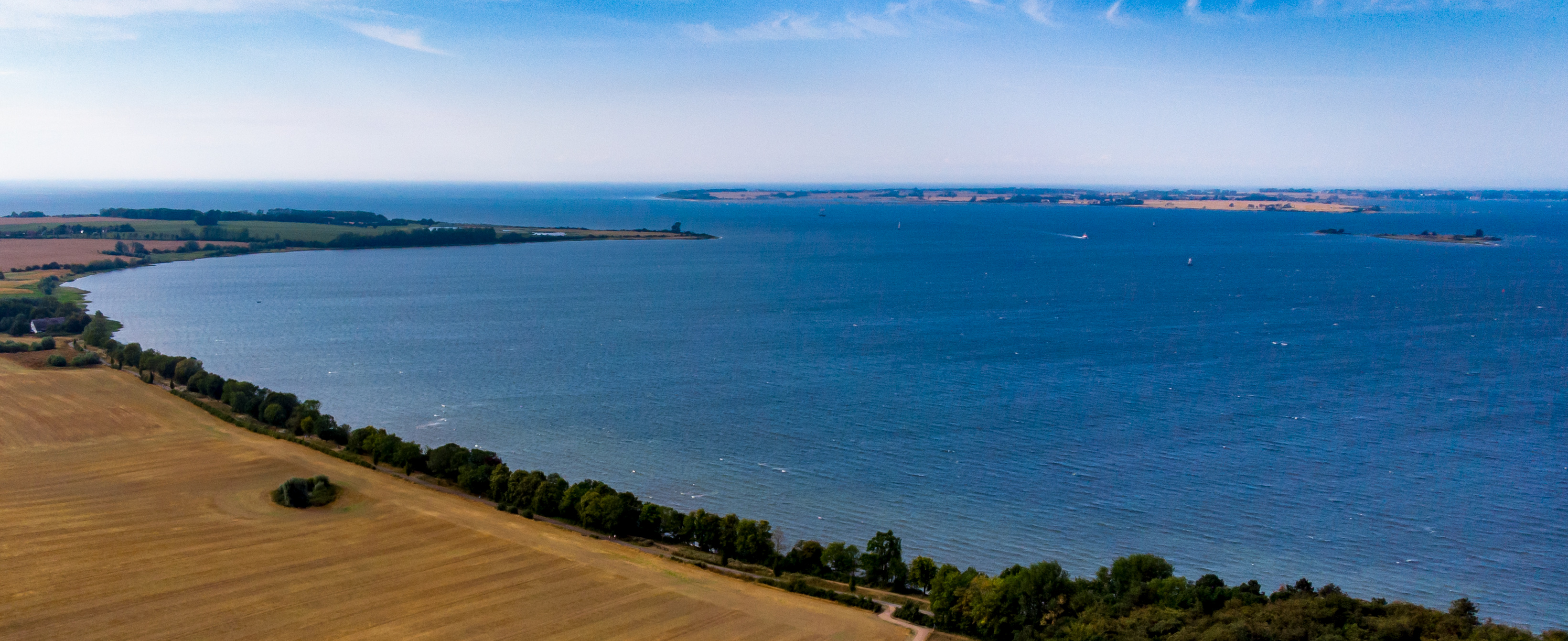
Walfisch (rechts), Poel und Wismarer Bucht

Der Walfisch ist eine unbewohnte deutsche Insel, die in der zur Ostsee gehörenden Wismarbucht liegt.
Sie liegt zwischen der Stadt Wismar (etwa 4,5 km nördlich) und der Insel Poel. Die sehr flache Insel hat mit einer maximalen Ausdehnung von etwa 560 × 300 Metern eine Oberfläche von lediglich 8,65 Hektar und ist Naturschutzgebiet. Sie ist vor allem ein bedeutendes Vogelschutzgebiet. Die Insel gehört zum Wismarer Stadtteil Wendorf.

## Geschichte

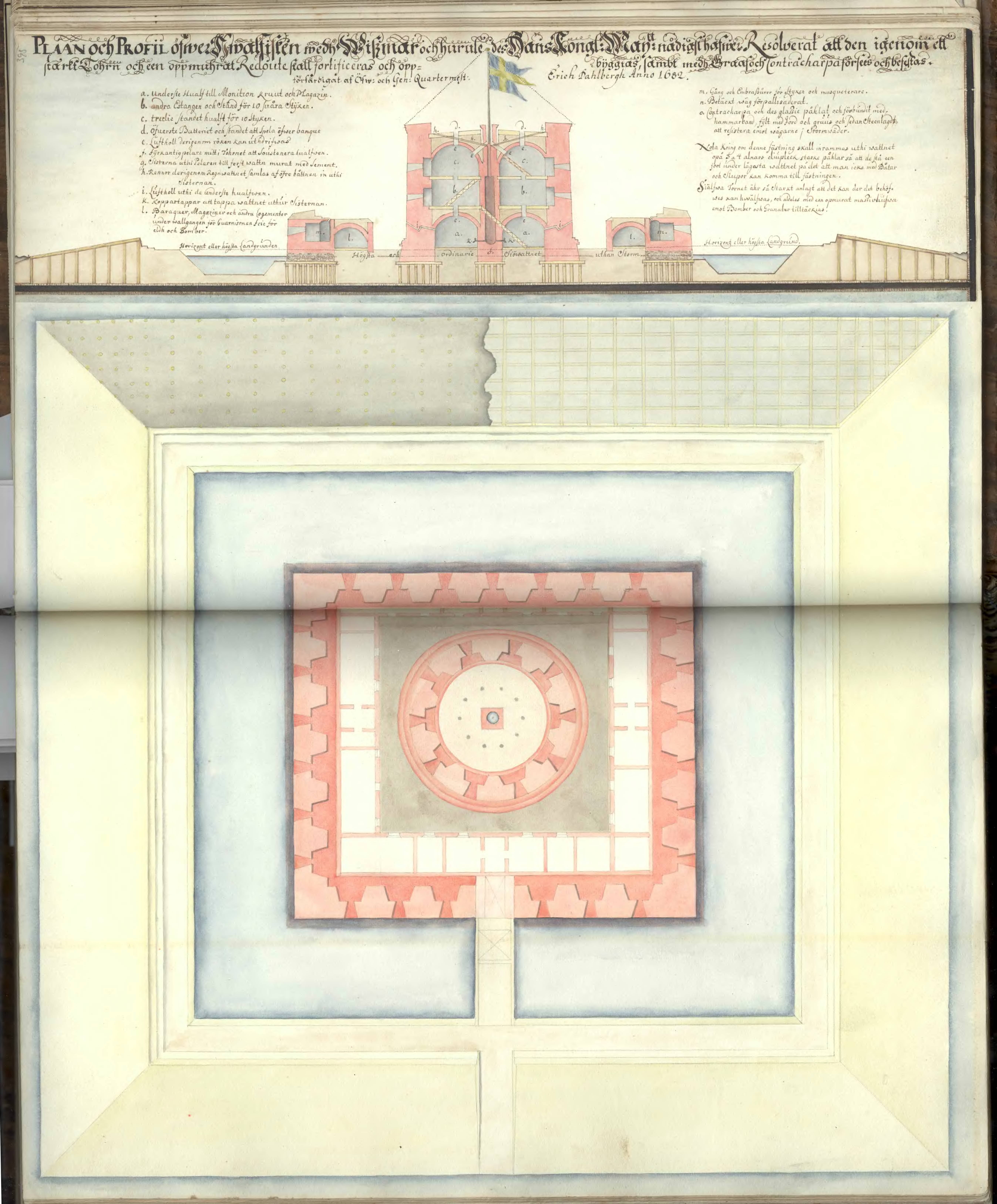
Festungsanlage Walfisch im Jahr 1682, Plan von Erik Dahlberg

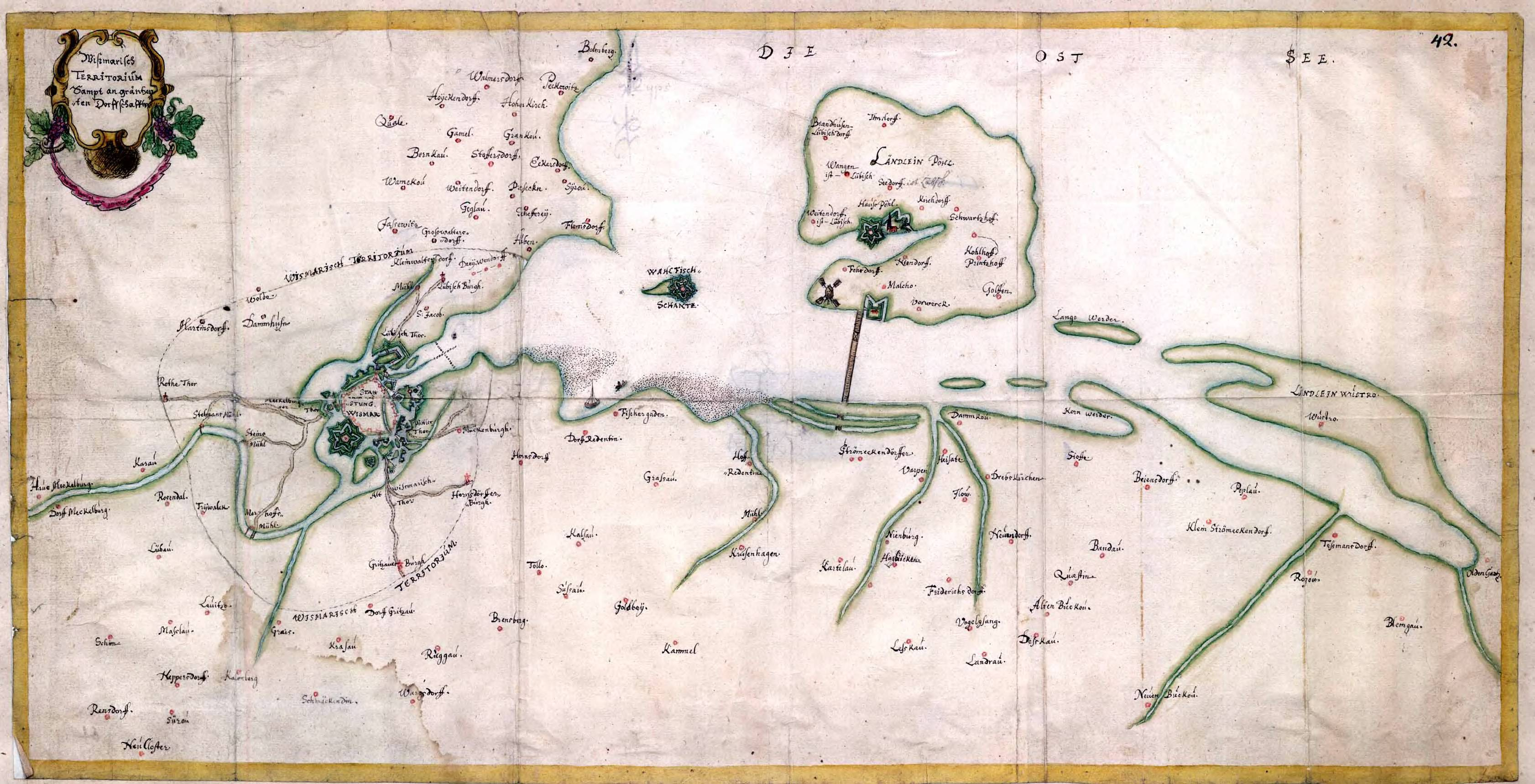
Die Wismarer Bucht im Jahre 1850 mit den Festungen Wismar, Poel und dem Fort Walfisch, Westen oben

Die Insel Walfisch am Eingang zur inneren Wismarbucht fand erste Erwähnung 1271 und wurde hierbei als „Aderholm“ oder später auch als Holm bezeichnet. Auch 1542 wird die Insel mit diesem Namen bezeichnet, sie diente in dieser Zeit zur Heugewinnung. Im Jahr 1627 fand der Name Walfisch erstmals Erwähnung.
Im Verlauf des Dreißigjährigen Krieges (1618–1648) wurde die Insel von Wallensteins Truppen der Stadt entzogen und durch den Bau einer Bastion zur Festung ausgebaut. Die Überreste dieser Schanze liegen heute im Wasser. Deutlich sind eine rechteckige und eine sternförmige Pfahlsetzung zu erkennen. Die Eichenpfähle aus dem Stern konnten auf das Jahr 1644 datiert und damit einer späteren schwedischen Ausbauphase zugeordnet werden.
Im Jahr 1632 ergab sich die Festung den schwedischen Streitkräften, woraufhin sich auch die Stadt Wismar geschlagen gab.
Nach der Besetzung Wismars im Dreißigjährigen Krieg begannen die Schweden auf der Insel die Festung Walfisch auszubauen. Sie diente der Sicherung der Hafenzufahrt der frisch erworbenen Besitzung Wismar. Die Festungsanlage liegt heute zum größten Teil unter Wasser, so dass die Überreste noch heute mittels Luftbildprospektion ausfindig gemacht werden können.
1675 fiel die Festung in dänische Hände und wurde 1679 an Schweden zurückgegeben. In den Jahren 1682–96 wurde die Festung mit einem runden Turm mit Platz für 24 Geschützen in mehreren Etagen und einem quadratischen Unterbau nach den Plänen Erik Dahlbergs ausgebaut (siehe Bild von 1682 links).
Die Festung Walfisch wurde nach der Belagerung von Wismar (1715) im Jahr 1717 nach dem Großen Nordischen Krieg von den Dänen und den Brandenburgern geschleift, der feste Turm darauf am 2. Februar 1718 gesprengt.

## Naturschutzgebiet
Aufgrund der hohen ornithologischen Bedeutung wurde am 20. April 1990 das Naturschutzgebiet Insel Walfisch ausgewiesen. Es umfasste neben der Insel die umliegenden steinigen Flachwasserbereiche bei einer Gesamtgröße von 80 Hektar. Es brüten zahlreiche Vogelarten auf der Insel, darunter Austernfischer, Mittelsäger, Höckerschwan, Graugans, Schwarzkopfmöwe und Eiderente. Hervorzuheben sind die Kolonien von Lach-, Sturm- und Silbermöwe.
Das Schutzgebiet wurde in den Jahren 2004 bis 2006 durch den Verein Walfisch e. V. betreut, seit 2007 findet die Betreuung durch den Verein Langenwerder e. V. statt. Dieser betreibt auch die ornithologische Station auf der Insel. Regelmäßig werden Vögel beringt. Das Naturschutzgebiet Insel Walfisch ist Bestandteil des FFH-Gebiets Wismarbucht, für das im Jahr 2006 konkrete Schutzmaßnahmen im Rahmen eines Managementplanes erarbeitet wurden.
Der Gebietszustand wird als sehr gut eingestuft. Die Insel liegt relativ unzugänglich und darf nicht betreten werden, so dass ein Bruterfolg der Vögel wahrscheinlich ist. Beim Zufrieren der Wismarbucht gelangen im Winter gelegentlich Fuchs und Steinmarder auf die Insel.
Das Ministerium für Landwirtschaft, Umwelt und Verbraucherschutz in Mecklenburg-Vorpommern erklärte die Insel mit den umgebenden Wasserflächen mit Verordnung vom 30. März 2010 zum Naturschutzgebiet mit der Bezeichnung „Insel Walfisch“; die Flächen sind Bestandteil des Vogelschutzgebietes „Wismarbucht und Salzhaff“ und Bestandteil des Gebietes von gemeinschaftlicher Bedeutung „Wismarbucht“. Das 84 Hektar große Naturschutzgebiet setzt sich aus zwölf Hektar Landflächen und 72 Hektar umliegender Wasserflächen zusammen. Es dient laut § 3 der Verordnung „der Erhaltung und Pflege und wissenschaftlichen Dokumentation einer ursprünglich als Strandwallbildung ausgeprägten Küstenvogelinsel, die durch starke Aufspülungen stark anthropogen beeinflusst und durch natürliche Abtragungs- und Anlandungsprozesse steigenden Veränderungen in der Ausprägung unterworfen ist“.